# BoA LIVE TOUR 2019 -mood-
《BoA LIVE TOUR 2019 -#mood-》는 대한민국의 가수 보아의 일본 콘서트 투어를 겸한 대한민국 네 번째 콘서트 투어이다.

## 개요
2019년 7월 2일, 보아 일본 공식 홈페이지는 7회에 걸친 홀 투어의 일정을 공개하였고 야후재팬을 통한 선행 예매가 개시, 23일에 일반 예매가 개시되었다. 뒤이어 2019년 9월 2일, SM 엔터테인먼트는 각종 언론은 통해 보아의 네번째 콘서트 개최를 일제히 기사화하였고 뒤이어 16일에는 포스터, 18일에는 YES24를 통해 일반 예매가 개시되었다.

## 투어 일정
| 날짜             | 도시     | 국가     | 장소                            |
| ---------------- | -------- | -------- | ------------------------------- |
| 2019년 9월 22일  | 사가미   | 일본     | 사가미 여자대학 그린 홀         |
| 2019년 9월 23일  | 사가미   | 일본     | 사가미 여자대학 그린 홀         |
| 2019년 9월 28일  | 후쿠오카 | 일본     | 후쿠오카 국제 회의장 메인 홀    |
| 2019년 9월 30일  | 오미야   | 일본     | 오미야 소닉시티 대학교 홀       |
| 2019년 10월 3일  | 아이치   | 일본     | 일본 특수요업시민회관 빌리지 홀 |
| 2019년 10월 13일 | 오사카   | 일본     | 오사카 NHK 홀                   |
| 2019년 10월 14일 | 오사카   | 일본     | 오사카 메르파르크 홀            |
| 2019년 10월 26일 | 서울     | 대한민국 | 올림픽 공원 올림픽 홀           |
| 2019년 10월 27일 | 서울     | 대한민국 | 올림픽 공원 올림픽 홀           |

## 세트 리스트
- Concert Start -
- LOSE YOUR MIND (JP)
- Shout It Out (JP)
- 抱きしめる (JP)

- Ment -
- Kiss My Lips (KR)
- AMOR (JP)

- Band Introduction -
- Milestone (JP)
- スキだよ -MY LOVE- (JP)

- Ment -
- Smile Again (JP)
- Only One (JP)

- Ment -
- Medley (JP)

1. Sweet Impact
2. Amazing Kiss
3. Rock With You
4. Shine We Are!
5. 奇蹟
6. 気持ちは伝わる
7. 七色の明日 ~brand new beat~

- VCR #1 -
- WOMAN (KR)
- ONE SHOT, TWO SHOT (KR)
- 내가 돌아 (NEGA DOLA) (KR)

- Ment -
- No.1 (KR)
- VALENTI (JP)
- MASAYUME CHASING (JP)

- Encore -
- Wishing Well (JP)

- Ment -
- Feedback (KR)

- Concert Start -
- Dangerous (KR)
- Hurricane Venus (KR)
- Girls On Top (KR)

- Ment -
- Kiss My Lips (KR)
- 홧김에 (Irreversible) (KR)
- Encounter (KR)

- Band Introduction -
- Don't Know What To Say (KR)
- Love And Hate (KR)
- Only One (KR)

- Ment -
- Like It! (KR)
- AMOR (JP)

- Ment -
- Medley (JP)

1. Sweet Impact
2. Amazing Kiss
3. Rock With You
4. 抱きしめる

- VCR #1-
- WOMAN (KR)
- ONE SHOT, TWO SHOT (KR)
- 내가 돌아 (NEGA DOLA) (KR)

- Ment -
- No.1 (KR)
- VALENTI (KR)
- MASAYUME CHASING (JP)

- Encore -
- Wishing Well (JP)

- Ment -
- Feedback (KR)

## 제작
- 주최 : SM엔터테인먼트
- 주관 : 드림메이커
- 후원 : YES24